# Steriphoma
Steriphoma  es un género de plantas con flores   pertenecientes a la familia Capparaceae.  Comprende 11 especies descritas y  de estas, solo 5 aceptadas.

## Descripción
Son arbustos o pequeños árboles, abundante vestidos de pubescencia estrellada naranja  en todas partes, las hojas son alternas, simplese; inflorescencia racemosa, bracteada;  frutos dehiscentes en forma de una carnosa o silicua indehiscente.

## Taxonomía
El género fue descrito por Curt Polycarp Joachim Sprengel  y publicado en Systema Vegetabilium, editio decima sexta 4(2): 130, 139. 1827. La especie tipo es: Steriphoma cleomoides Spreng. 

## Especies aceptadas
A continuación se brinda un listado de las especies del género Steriphoma aceptadas hasta octubre de 2013, ordenadas alfabéticamente. Para cada una se indica el nombre binomial seguido del autor, abreviado según las convenciones y usos.
- Steriphoma ellipticum (DC.) Spreng.
- Steriphoma macranthum Standl.
- Steriphoma paradoxum (Jacq.) Endl.
- Steriphoma peruvianum Spruce ex Eichler
- Steriphoma urbanii Eggers